# Alexandre-Ferdinand N'Guendet
Alexandre-Ferdinand N'Guendet (né le 23 mai 1972 à Bossangoa) est un homme d'État centrafricain.
Président du Conseil national de la transition de 2013 à 2016, il devient, à la suite de la démission de Michel Djotodia, chef de l'État de la Transition du 10 janvier 2014 au 20 janvier 2014, date à laquelle le Conseil national de la transition élit Catherine Samba-Panza à la tête de l'État.

## Biographie
En tant que membre du Rassemblement démocratique d'Afrique centrale (RDC), Nguendet a servi pendant un certain temps comme député à l'Assemblée nationale, représentant le cinquième arrondissement de Bangui, la capitale. Début 2013, Nguendet a fondé un nouveau parti politique, le Rassemblement pour la République (RPR). Lorsque la coalition rebelle de la Séléka a envahi la capitale Bangui Bozizé en mars 2013, renversant le dictateur François Bozizé, le parti de Nguendet a été le premier parti à reconnaître le leadership de Michel Djotodia en prenant la tête d'une marche de soutien au chef rebelle qui s'est déclaré président après la fuite de Bozizé. 
En avril 2013, sous la pression des dirigeants régionaux, Djotodia tente de légitimer son régime en créant le Conseil national de transition, un parlement provisoire de 105 membres, puis en étant élu par celui-ci CNT en qualité de chef de l'État de la Transition, pour siéger pendant une 18 - période de transition d'un mois, le 13 avril 2013. Le CNT élit Nguendet président du CNT le 15 avril 2013 ; il bat quatre autres candidats pour le poste, obtenant 48 voix, bien avant le deuxième candidat, qui en a obtenu 28. L'organe devait agir à la fois comme parlement et comme assemblée constituante. 
Lorsque le CNT commence à travailler au début du mois de mai 2013, Nguendet explique à l'organisme qu'il aurait tous les pouvoirs législatifs normaux pendant son existence, à l'exception du droit de tenir un vote de défiance à l'égard du gouvernement. 
Après la démission de Djotodia à la suite d'un sommet de la CEEAC le 10 janvier 2014 en raison de son incapacité à contenir l'escalade de la violence sectaire, Nguendet prend la présidence par intérim jusqu'à l'élection par le CNT de Catherine Samba-Panza à la présidence de la Transition le 20 janvier. 
En août 2015, à la suite de l'adoption d'un nouveau projet de constitution, Nguendet appelle le peuple à approuver le projet de constitution lors d'un référendum « pour permettre à notre pays de reprendre le chemin d'un ordre constitutionnel normal ».